# Arquitectura eduardiana

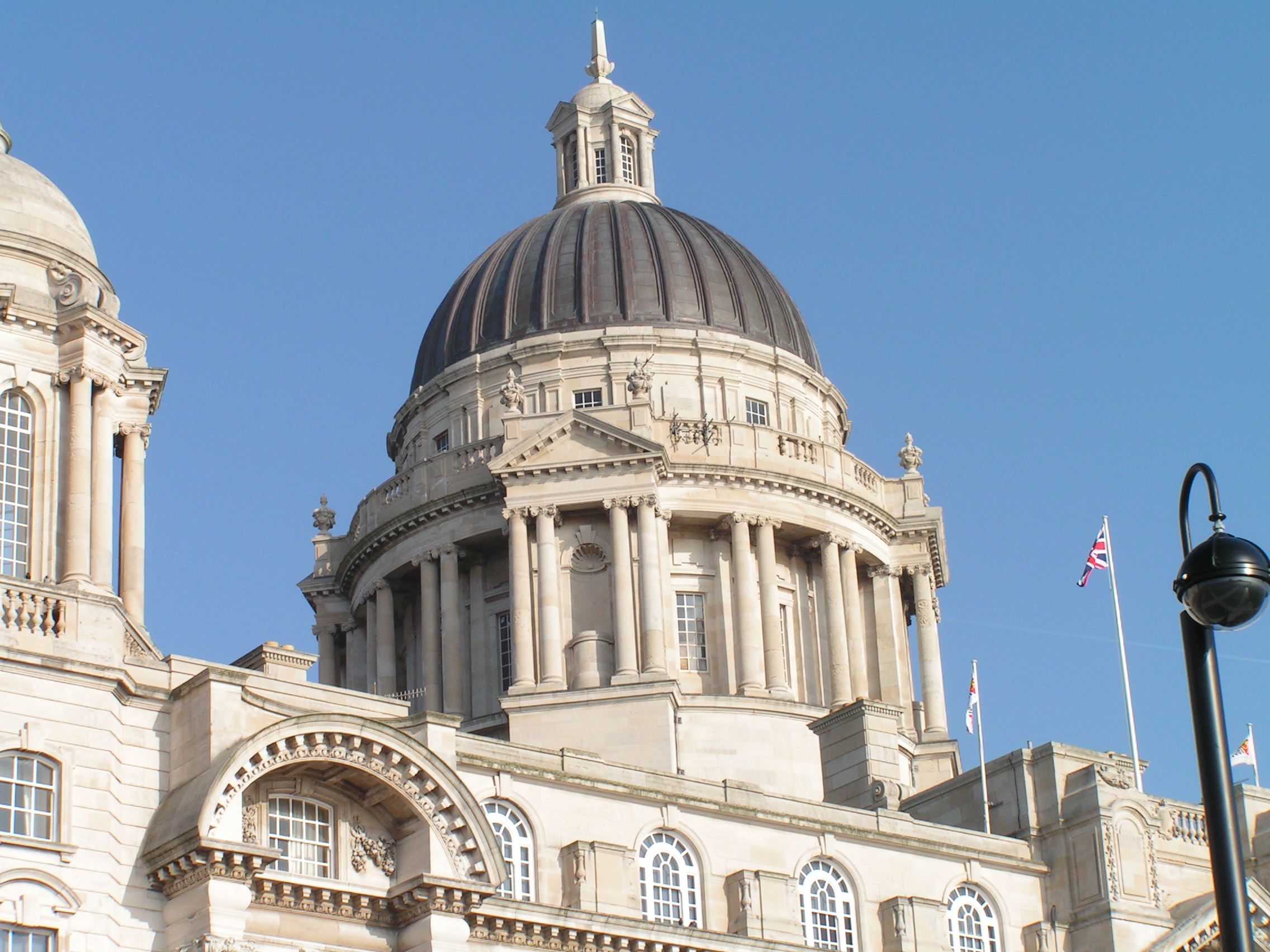
Port of Liverpool Building (1907).

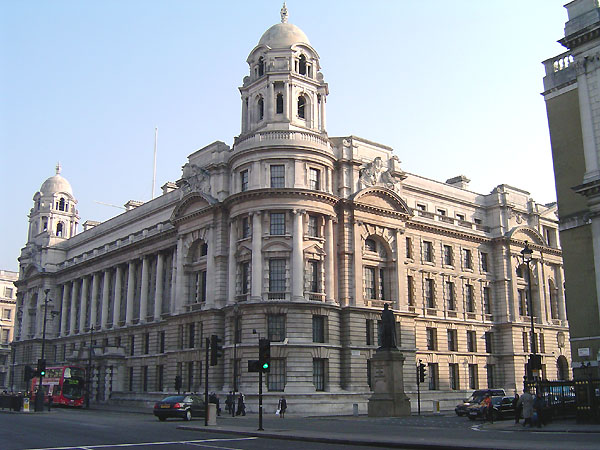
War Office en Whitehall, Londres (1906).

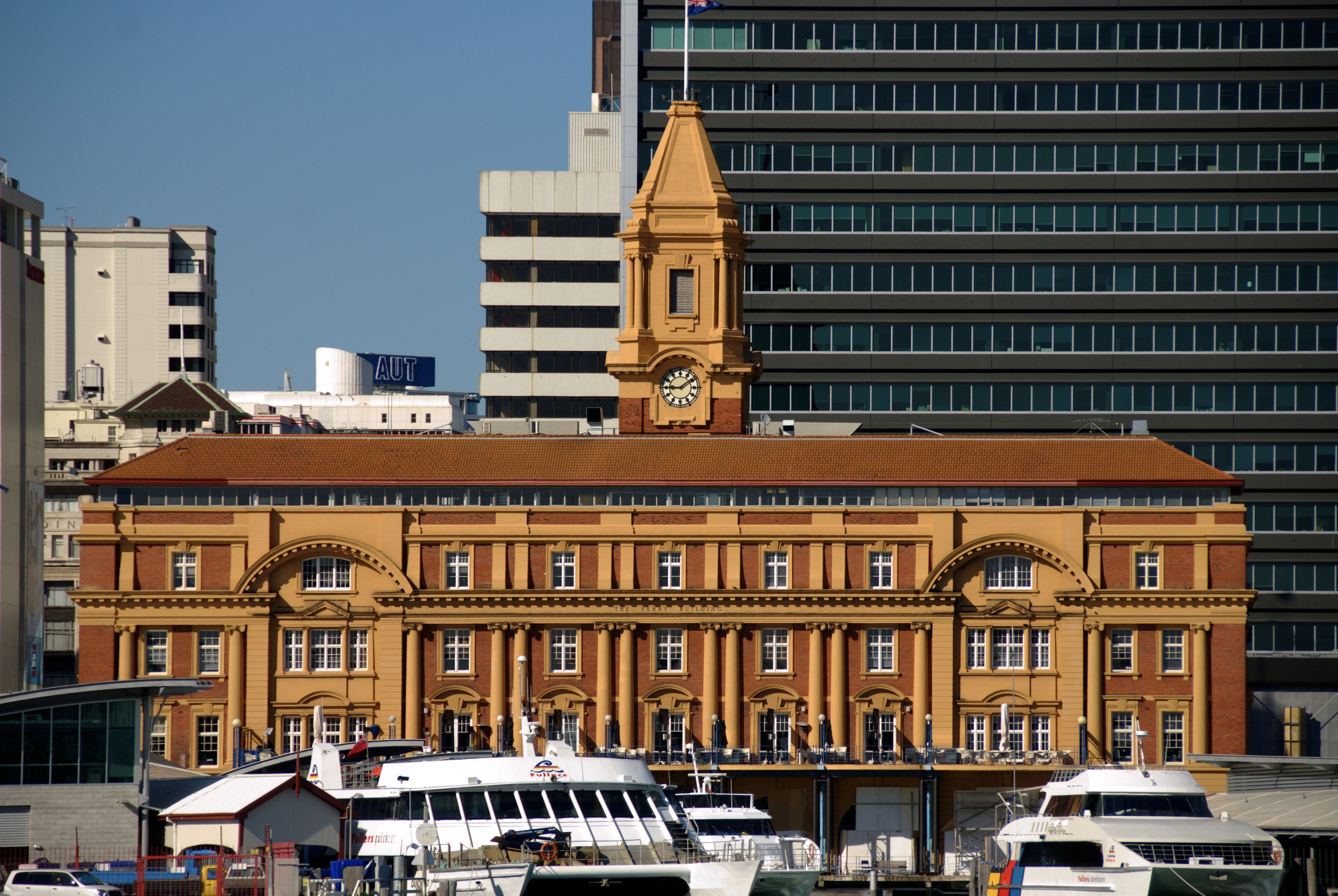
Auckland Ferry Terminal en Auckland, Nueva Zelanda (1912).

La arquitectura eduardiana (en inglés: Edwardian architecture) es una variante del estilo arquitectónico neobarroco que fue usada en muchos edificios públicos construidos en el Imperio británico durante la época eduardiana (1901-1910).
La arquitectura eduardiana es generalmente menos ornamentada que la arquitectura tardovictoriana, excepto por el subtipo que fue utilizado en edificios importantes, el cual es conocido en inglés como Edwardian Baroque architecture (aunque no se trata en realidad de arquitectura barroca, sino neobarroca).

## Descripción
Los rasgos característicos del estilo neobarroco eduardiano se basaron en dos fuentes principales: la arquitectura de Francia durante el siglo XVIII y la de Christopher Wren en Inglaterra durante el XVI, parte del barroco inglés (por esta razón, la arquitectura neobarroca eduardiana a veces es referida en inglés como Wrenaissance). Edwin Lutyens fue un exponente importante, diseñando muchos edificios comerciales en lo que él llamó «the Grand Style» [el Gran Estilo] durante los años 1910 y 1920. Este período de la historia arquitectónica británica se considera particularmente retrospectivo, ya que es contemporáneo con el Art Nouveau.
Los detalles típicos de la arquitectura neobarroca eduardiana son la extensa rusticidad, por lo general más extrema a nivel del suelo, a menudo corriendo dentro y exagerando las dovelas de aberturas arqueadas (derivadas de modelos franceses); pabellones cupulados de esquina en azoteas y un elemento central más alto, como de torre, que crea una silueta animada de la azotea; elementos barrocos italianos revividos, como piedras de clave exageradas, frontones segmentados arqueados, columnas con bloques enganchados, unido al almohadillado semejante a bloques de los alrededores de la ventana; columnatas de columnas (a veces pareadas) de orden jónico y torres cupuladas modeladas siguiendo de cerca las usadas por Wren en el Royal Naval College en Greenwich. Algunos edificios neobarrocos eduardianos incluyen detalles de otras fuentes, como los gabletes holandeses de Norman Shaw del hotel Piccadilly  en Londres.

## Notables edificios barrocos eduardianos
Reino Unido
- en Londres:

- 1899: Marylebone station
- 1906: War Office

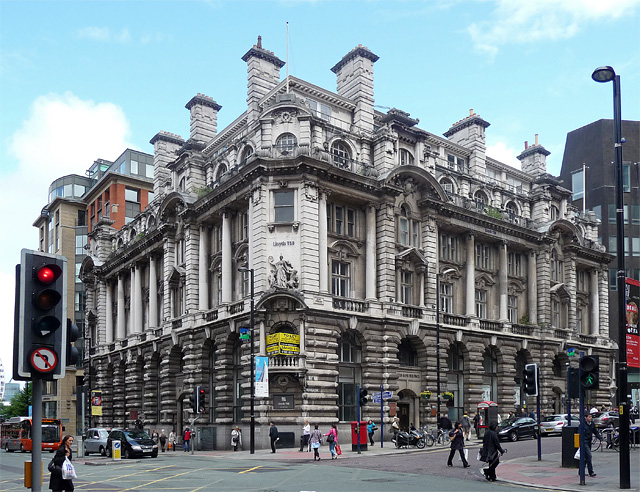
53 King Street, construido por el Lloyds Bank en 1915

- 1907: Central Criminal Court (Old Bailey)
- 1910: Electric Cinema
- 1912: Westminster Central Hall
- 1912: Arco del Almirantazgo
- 1918: Australia House
- 1922: County Hall
- 1922: Sede central del Midland Bank, de Edwin Lutyens

- en Manchester:

- 1906: Londres Road Fire and Police Station
- 1906: India House
- 1909: Asia House
- 1909: Hanover Building
- 1909: Manchester Victoria station
- 1910: Albert Hall
- 1910: Lancaster House
- 1912: Bridgewater House
- 1912: St. James Buildings
- 1915: Lloyds Bank en King Street, de Charles Heathcote

en otros lugares del país:
- 1904: Laing Art Gallery, Newcastle upon Tyne
- 1904: Nottingham railway station, Nottingham
- 1904: 163 North Street, Brighton
- 1906: Belfast City Hall, Belfast
- 1906: Cardiff City Hall, Cardiff
- 1906-1911: Mitchell Library, Glasgow, William B Whitie
- 1908: Stockport Town Hall, Stockport
- 1909: Ashton Memorial, Lancaster
- 1910: South Shields Town Hall, South Shields
- 1910: Albert Hall, Nottingham
- 1912: Hove Library, Hove (1907–08)
- 1913: Ralli Hall, Hove

Argentina
- 1914: Thompson Muebles Ltd, Buenos Aires
- 1914: Harrods - Bs.As. Ltd, Buenos Aires
- 1915: Estación Retiro Mitre, Buenos Aires

Australia
- Lands Administration Building, Brisbane
- Queen Victoria Hospital, Melbourne (pabellón principal, ahora Queen Victoria Women's Centre)
- Commonwealth Offices, Treasury Place, Melbourne
- Central railway station, Sydney
- Department of Education building, Sydney (1912)[4]
- General Post Office, Hobart

Canadá
- Post Office (ahora parte de Sinclair Centre), Vancouver

Sri Lanka
- Royal College, Colombo

Hong Kong
- Ohel Leah Synagogue

India
- Chowringhee Mansions, Calcuta
- Rashtrapati Bhavan, New Delhi

Malasia
- 1903: City Hall, George Town, Penang
- 1903: Second floor extension to Town Hall, George Town, Penang
- 1907: Antiguas Oficinas del Gobierno (ahora edificio del State Islamic Council), George Town, Penang
- 1907: Federated Malay States railway station/Malayan Railways building (Wisma Kastam), George Town, Penang
- 1912: Antiguo Secretariado de Estado  (State Library), Seremban, Negeri Sembilan
- 1916: Ipoh Town Hall y antigua General Post Office, Ipoh, Perak
- 1917-1935: Railway station en Ipoh, Perak
- 1922: George Town Dispensary, George Town, Penang

Nueva Zelanda
- Auckland Town Hall, Auckland
- General Post Office (antiguo), Auckland
- Auckland Ferry Terminal
- Old Public Trust Building, Wellington (1909)

Singapur
- Victoria Memorial Hall (1905)
- Central Fire Station (1908)
- Saint Joseph's Institution (1900s, 1910s ampliaciones)

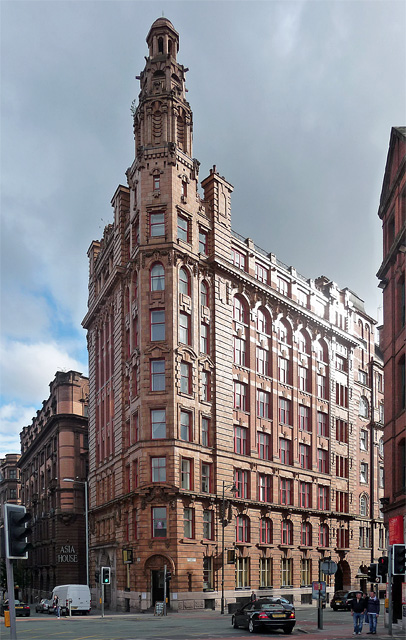
Lancaster House, Mánchester, construido en 1910